# Посёлок гидроузла имени Куйбышева
Посёлок гидроузла имени Куйбышева — населённый пункт в городском округе Истра Московской области России. Находится примерно в 8 км на север от Истры, высота — 183 м над уровнем моря. Зарегистрировано 1 садоводческое товарищество. С Истрой связан автобусным сообщением (автобус № 32).
Гидроузел им. Куйбышева Малая ГЭС. Год ввода в эксплуатацию — 1935 год. 24 ноября 1941 года на Волоколамском направлении плотина имени Куйбышева Истринского водохранилища была частично взорвана отступающими советскими войсками. В декабре 1941 года плотина была полностью разрушена отступающими немецкими войсками (восстановлена уже в 1942 году).
До 10 марта 2017 года посёлок входил в состав Бужаровского сельского поселения Истринского муниципального района.

## Население
| 2002 | 2006 | 2010 |
| ---- | ---- | ---- |
| 802  | ↗811 | ↗902 |